# Twist and Shout
Twist and Shout (englisch für: Drehen und schreien) ist ein 1963 durch die Beatles bekanntgewordener Rhythm-&-Blues-Song, der sich für mehrere Interpreten zum Millionenseller entwickelte. Twist and Shout gehörte spätestens ab 1964 in das Standard-Repertoire von Beatbands.

## Entstehungsgeschichte
Das Stück wurde 1960 von Bert Berns (unter dem Pseudonym Bert Russell) und Phil Medley komponiert. Berns und Medley hatten zwei Sounds zusammengefasst, nämlich Elemente aus Shout (einer Eigenkomposition der Isley Brothers vom August 1959) und Twist-Passagen, beide durch eine La-Bamba-Adaption miteinander verbunden.
Das Original des ursprünglich als Shake it up, Babe betitelten Songs stammt von dem US-amerikanischen Rhythm-&-Blues-Duo Top Notes und wurde von diesem am 23. Februar 1961 in den Bell Sound Recording Studios (New York City) aufgenommen. Atlantic-Records-Chefproduzent Jerry Wexler produzierte den Rhythm-&-Blues-Song zusammen mit dem noch unerfahrenen Phil Spector, Arrangeur war Teddy Randazzo. Nach Wexlers Beobachtung gab es keine Konsonanz im Studio, weil die Zusammenarbeit zwischen ihm und Spector nicht funktionierte. „Wir brachten nur negative Synergien hervor und haben nie die richtige Stimmung gefunden“, entschuldigte Wexler die schlechte Produktion. Komponist Berns konnte nicht eingreifen, da man ihn in den Besucherraum verbannt hatte. Er musste mit ansehen, wie Spector den Song ruinierte: „Leute, ihr habt mein Stück kaputt gemacht!“ Unter diesen Vorbedingungen kam die Single Twist and Shout / Always Late (Why Lead Me On) (Atlantic 2115) im September 1961 auf den Markt und blieb ohne Hitparadenresonanz.

## Coverversion der Isley Brothers

Isley Brothers – Twist And Shout

Der noch junge Produzent Bert Berns war unzufrieden mit Spectors Arbeit und schuf für die Isley Brothers ein völlig neues Arrangement. Als im März 1962 wiederum in den Bell Sound Recording Studios nach Abschluss einer Aufnahmesession mit Chuck Jackson noch zehn Minuten Studiozeit freiblieb, ließ Berns die Isley Brothers kommen, um mit ihnen Twist and Shout neu aufzunehmen. Da die Zeit bei der spontanen Aufnahmesession für die Aufnahme einer B-Seite nicht mehr reichte, wurde die Musikspur der A-Seite verwendet und in Spanish Twist tituliert. Die drei Brüder erreichten nach der Veröffentlichung (Wand 124) am 16. Juni 1962 mit ihrer Coverversion eine Nummer-2-Platzierung in den Rhythm-&-Blues-Charts und Platz 17 der Pop-Hitparade (Rang 42 in Großbritannien), doch entwickelte sich die Single zum ersten Millionenseller für Berns. Ihre gleichnamige LP erschien im Oktober 1962.

## Coverversion der Beatles

The Beatles – Twist and Shout (US-Single)

Die Beatles wurden von der Isley-Brothers-Fassung inspiriert, die sie bei Radio Luxemburg gehört hatten. Eine frühe Liveversion wurde im April 1977 auf dem Album Live! at the Star-Club in Hamburg, Germany; 1962 veröffentlicht. Am 11. Februar 1963 war in den Abbey Road Studios zwischen 10 Uhr morgens und 1 Uhr nachts eine höchst produktive, 15-stündige Aufnahme-Session für die erste Beatles-LP anberaumt. Produzent war George Martin, assistiert vom Toningenieur Norman Smith. Während der Studioaufnahmen zum Album Please Please Me nahmen die Beatles sechs Fremdkompositionen für das Album auf, da sie nicht genügend Eigenkompositionen hatten, eine davon war Twist and Shout. Es entstanden insgesamt zehn Lieder; Twist and Shout war mit einer übrigbleibenden Studiozeit von nur 15 Minuten die letzte Aufnahme zwischen 22:15 und 22:30 Uhr. John Lennons Stimme war bereits heiser von den neun vorherigen Songs, außerdem war er erkältet. Die Beatlesversion entstand in nur zwei Takes, von denen das erste ausgewählt wurde, da Lennons Stimme beim zweiten Take bereits ruiniert war. Den 25. Februar 1963 verbrachte George Martin damit, die Aufnahme ohne die Beatles in Mono und Stereo abzumischen.
Besetzung
- John Lennon: Rhythmusgitarre, Gesang
- Paul McCartney: Bass, Hintergrundgesang
- George Harrison: Leadgitarre, Hintergrundgesang
- Ringo Starr: Schlagzeug

George Martin sagte dazu: „Ich wusste, dass man sich mit Twist and Shout die Stimmbänder ruinieren konnte, deshalb sagte ich: ‚Das sparen wir uns für den Schluss auf, denn wenn wir das zu früh aufnehmen, habt ihr keine Stimme mehr für den Rest.‘ Also war das der letzte Song an jenem Abend.“
John Lennon ergänzte: „Der letzte Song hätte mich fast umgebracht. Meine Stimme erholte sich danach nur sehr langsam. Ich schämte mich fürchterlich für die Aufnahme, denn ich sang diese Nummer sonst besser. Heute stört es mich nicht mehr. Man hört, dass ich einfach ein etwas überdrehter Typ bin, der sein Bestes gibt.“
Während der Song in Großbritannien auf der am 22. März 1963 erschienenen Debüt-LP Please Please Me erschien, veröffentlichte Tollie die Aufnahme am 2. März 1964 in den USA als Single, die Rang zwei der US-Hitparade erreichte und innerhalb von nur drei Wochen eine Million Exemplare umsetzte. Dieser Erfolg trug mit zum Eindruck einer British Invasion bei US-Musikimporten aus England bei. Die erste Beatles-EP hieß ebenfalls Twist and Shout und erschien in Großbritannien am 12. Juli 1963. Am 10. Januar wurde in den USA das Debütalbum Introducing… The Beatles veröffentlicht, auf dem sich ebenfalls Twist and Shout befindet.
Als Lennon am 4. November 1963 für die Beatles bei der The Royal Command Performance im Londoner Prince of Wales Theatre vor einem erlesenen Publikum den Song Twist and Shout ansagte, verband er dies mit der Bemerkung: “For our last number I'd like to ask your help – will the people in the cheaper seats clap your hands? And the rest of you, if you'll just rattle your jewellery.” („Für unser letztes Lied möchte ich Sie um Ihre Unterstützung bitten: Könnten die Leute auf den billigen Plätzen mitklatschen? Und der Rest von Ihnen, wenn Sie einfach mit den Juwelen klappern!“) Diese Version wurde am 20. November 1995 auf dem Kompilationsalbum Anthology 1 veröffentlicht.
Am 4. Mai 1977 erschien das Livealbum der Beatles The Beatles at the Hollywood Bowl; es enthält unter anderen Twist and Shout. Für BBC Radio nahmen die Beatles unter Livebedingungen eine weitere Fassung von Twist and Shout auf, die am 16. Juli 1963 im BBC Paris Theatre, London, eingespielt wurde und am 8. November 2013 auf dem Album On Air – Live at the BBC Volume 2 erschien. Am 10. November 2023 wurde das Kompilationsalbum 1962–1966 erneut wiederveröffentlicht. Auf diesem befindet sich erstmalig Twist and Shout, hier in einer von Giles Martin und Sam Okell 2023 neu abgemischten Version.

### Chartplatzierungen
| ChartsChartplatzierungen       | Höchstplatzierung | Wochen/ Monate |
| ------------------------------ | ----------------- | -------------- |
| Deutschland (GfK)              | 10 (7 Mt.)        | 7 Mt.          |
| Vereinigte Staaten (Billboard) | 2 (26 Wo.)        | 26 Wo.         |
| Vereinigtes Königreich (OCC)   | 48 (2 Wo.)        | 2 Wo.          |

| ChartsJahrescharts (1964)      | Platzierung |
| ------------------------------ | ----------- |
| Vereinigte Staaten (Billboard) | 64          |

### Auszeichnungen für Musikverkäufe
| Land/Region                  | Auszeichnungen für Musikverkäufe (Land/Region, Auszeichnung, Verkäufe) | Verkäufe  |
| ---------------------------- | ---------------------------------------------------------------------- | --------- |
| Italien (FIMI)               | Gold                                                                   | 25.000    |
| Neuseeland (RMNZ)            | Platin                                                                 | 30.000    |
| Spanien (Promusicae)         | Platin                                                                 | 60.000    |
| Vereinigte Staaten (RIAA)    | Platin                                                                 | 1.000.000 |
| Vereinigtes Königreich (BPI) | Platin                                                                 | 600.000   |
| Insgesamt                    | 1× Gold · 4× Platin ·                                                  | 1.715.000 |

Hauptartikel: The Beatles/Auszeichnungen für Musikverkäufe

## Weitere Fassungen

Brian Poole & The Tremeloes – Twist and Shout

Insgesamt existieren mindestens 53 Coverversionen. Eine der ersten Bands nach den Isley Brothers waren Booker T. & the M.G.’s, die eine Instrumentalfassung am 27. August 1962 für die LP Green Onions einspielten. Mike Smith produzierte die Fassung von Brian Poole & The Tremeloes, die am 28. Juni 1963 erschien und bis auf Rang 4 der britischen Charts vordrang. Barbara Lewis berücksichtigte den Hit auf ihrer am 28. Oktober 1963 aufgenommenen LP Sings The Great Soul Tunes. Es folgten Versionen der Miracles (November 1963), Shangri-Las (Dezember 1964), Linda Gayle & The Duke of Coventry (November 1966), Mamas & Papas (Februar 1967), Cliff Richard (August 1968), Tom Jones (Oktober 1969) oder Showaddywaddy (November 1979). Das Reggae-Duo Chaka Demus & Pliers (featuring Jack Radics and Taxi Gang) erreichte mit der Fassung vom Dezember 1993 Rang eins der britischen Hitparade, gleichzeitig der 700. Nummer-eins-Hit in der britischen Hitparadengeschichte und machte damit Twist and Shout erstmals zum Nummer-eins-Hit. 1968 spielte Van Morrison im Rahmen seiner Auseinandersetzung mit Berns' Witwe Ilene fünf Parodien des Stückes für The Revenge Album 67 ein.